# Holter-ecg

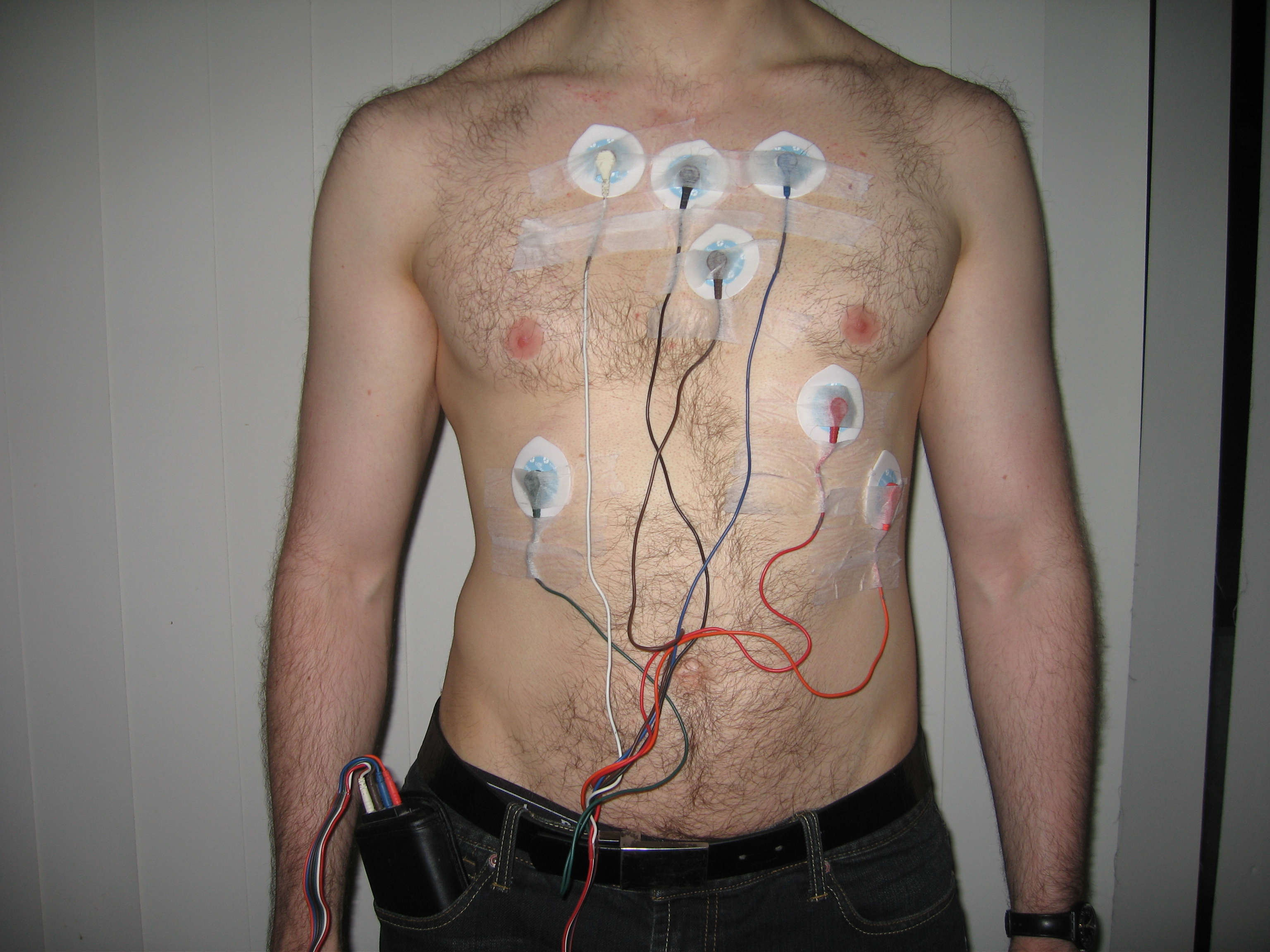
Holter-ecg

Een holter-ecg, ook wel holtermonitor of holterkastje genoemd, vernoemd naar zijn uitvinder Dr. Norman J. Holter, is een draagbaar apparaat dat gebruikt wordt om continu de elektrische activiteit van het hart te meten. De meeste apparaten nemen 24 tot 48 uur op, maar 30 dagen is ook mogelijk. Door de lange opnameperiode kan het gebruikt worden om hartritmestoornissen die aanvalsgewijs optreden te registreren.
Net als een standaard elektrocardiogram (ecg) registreert een holter-ecg elektrische signalen van het hart via een aantal elektroden die op de borst geplakt worden. Het aantal en de positie van de elektroden hangt af van het model, maar de meeste modellen hebben drie tot acht. De elektroden worden zo veel mogelijk over botten geplaatst zodat afwijkingen door spieractiviteit geminimaliseerd worden. Deze elektroden zijn verbonden met een klein kastje dat aan de riem of aan een nekkoord gedragen wordt en verantwoordelijk is voor het registreren van de signalen.
De eerste recorders bestonden uit een reel-to-reel bandrecorder met een beperkte opname capaciteit. Nadat de audiocassette op de markt kwam werden holterrecorders ontwikkeld die met een opnamesnelheid van 1 mm/s tot maximaal 3 dagen het ECG konden registreren. 
Moderne apparaten nemen op op flashgeheugen-apparaten. De gegevens worden verzonden naar een computer die automatisch de gegevens verwerkt en statistieken berekent zoals de gemiddelde hartslag, minimum en maximum hartslag. Ook kan automatisch gezocht worden naar afwijkende delen van de opname zoals een te trage hartslag of ritmestoornissen. 

## Dagboek
Patiënten wordt gevraagd om tijdens de meetperiode een dagboek (met tijdstippen) bij te houden van gebeurtenissen zoals rennen en slapen en eventuele symptomen te noteren zodat een analist een relatie kan leggen tussen de klachten, activiteiten en het ECG. Door relevante delen van de opname te selecteren maakt een analist een rapportage voor de behandelaar. 

## Galerij

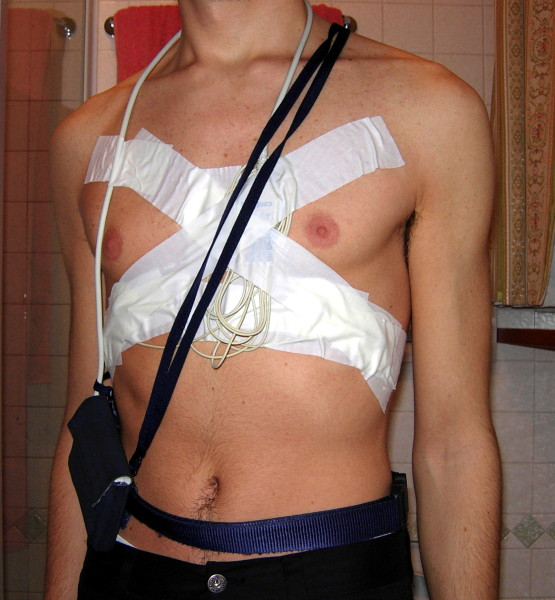
Een holtermonitor kan vele dagen gedragen worden zonder al te veel problemen.
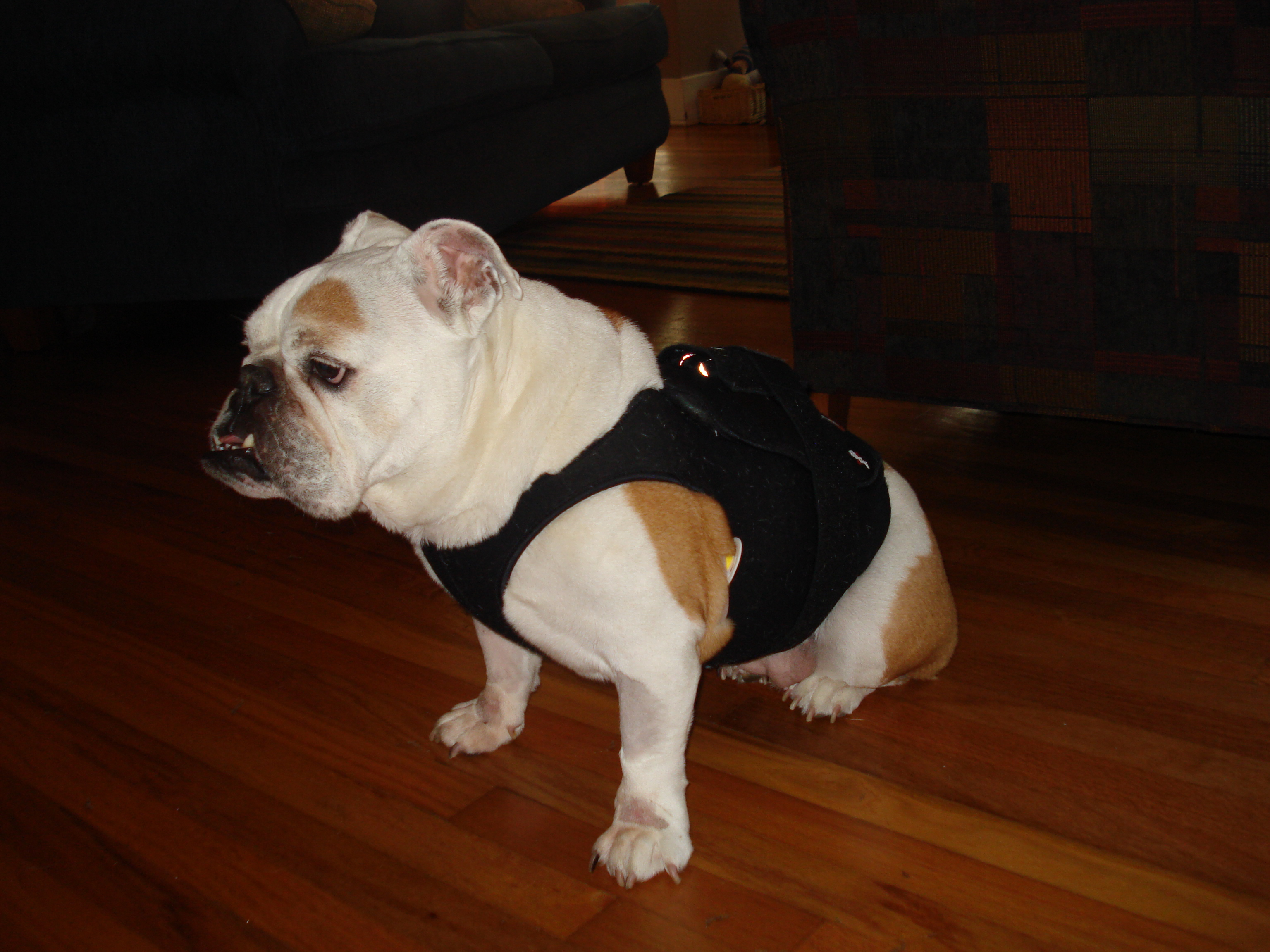
Holtermonitor bij een hond

## Dragen van de monitor
Het opname-apparaat kan gedragen worden aan een riem of aan een nekkoord dat op de borst rust. Mensen die het apparaat zo veel mogelijk willen verbergen kunnen lagen kleding dragen zodat het kastje niet erg zichtbaar is. Vanwege de plaatsing van de elektroden willen mensen soms ook shirts dragen met een hoge nek.
Over het algemeen kan de monitor niet onder de douche of in het (zwem)bad gedragen worden.
Wanneer de holteropname te weinig (bruikbare) gegevens oplevert (bijvoorbeeld wanneer er geen aanvallen hebben plaatsgevonden tijdens de draagperiode), kan de cardioloog besluiten een Implantable loop recorder te plaatsen, die langere tijd (gemiddeld tot drie jaar) kan blijven zitten.